# MTV Blau-Weiß Oeynhausen
Der MTV Blau-Weiß Bad Oeynhausen ist ein Sportverein aus Bad Oeynhausen im Kreis Minden-Lübbecke.

## Geschichte
Der Verein wurde im Jahre 1876 als Männerturnverein von 1876 „Blau-Weiß“ Bad Oeynhausen gegründet. Auf der Jahreshauptversammlung vom 31. März 2016 nahm der Verein seinen heutigen Namen an, nicht zuletzt, da der Frauenanteil unter den Mitgliedern bei rund 70 Prozent lag und der Name „Männerturnverein“ als nicht mehr zeitgemäß angesehen wurde. Das Sportangebot des Vereins umfasst Kunstturnen, Tanzen, Breiten- und Gesundheitssport, Mixed-Hobby-Volleyball und Kindersport. Früher bot der Verein auch Handball an.

## Handball
Die Handballer machten erstmals im Jahre 1949 auf sich aufmerksam, als sie das Endspiel um den Westfalenpokal erreichten. Dort trafen sie auf den TuS Bommern, wobei das Ergebnis nicht überliefert ist. Ein Jahr später gelang der Aufstieg in die seinerzeit erstklassige Oberliga Westfalen. 1951 erreichte der MTV erneut das Endspiel um den Westfalenpokal, unterlag dort aber dem TV Eintracht Hagen mit 11:12.
Im Jahr 1952 erreichten die Oeynhausener ihren sportlichen Zenit. Zunächst wurde die Mannschaft nach einem 11:6-Sieg im Entscheidungsspiel gegen den punktgleichen TuS Eintracht Minden Vizemeister der Oberliga Westfalen. Bei den folgenden westdeutschen Meisterschaften belegte der MTV Blau-Weiß den vierten Platz, nachdem die Mannschaft das Spiel um Platz drei mit 8:9 gegen den TuS Germania Lütgendortmund verlor. Dennoch qualifizierten sich die Oeynhausener für die Endrunde um die deutsche Feldhandballmeisterschaft 1952. Dort gewann die Mannschaft zunächst mit 11:7 beim SV Polizei Hamburg und dann mit 10:7 gegen den Berliner SV 92. Es folgte eine Gruppenphase, in der MTV Blau-Weiß zunächst den TuS Lintfort mit 11:9 schlug und dann mit 8:16 bei der SG Dietzenbach verlor. In den nun folgenden Entscheidungsspielen schieden die Oeynhausener nach einer 11:15-Niederlage gegen den TuS Lintfort aus.
Der Verein konnte nicht mehr an diesen Erfolg anknüpfen und bereits im Jahre 1954 stieg der MTV Blau-Weiß als Tabellenletzter aus der Oberliga Westfalen ab. Später wurde die Abteilung aufgelöst, wobei weder das Jahr noch die Umstände, die zur Auflösung führten, überliefert sind.